# 马尔西约勒
马尔西约勒（法語：Marcilloles，法語發音：[maʁsijɔl]）是法国伊泽尔省的一个市镇，位于该省中西部，原属格勒诺布尔区，2017年起改属维埃纳区。

## 地理
马尔西约勒（45°20'24"N, 5°11'2"E）面积9.5 平方千米，位于法国奥弗涅-罗讷-阿尔卑斯大区伊泽尔省，该省份为法国东南部内陆省份，北起顺时针与安省、萨瓦省、上阿尔卑斯省、德龙省、阿尔代什省、卢瓦尔省和罗讷省。
与马尔西约勒接壤的市镇（或旧市镇、城区）包括：萨尔迪约、托迪尔、维里维尔、帕热、珀诺勒。
马尔西约勒的时区为UTC+01:00、UTC+02:00（夏令时）。

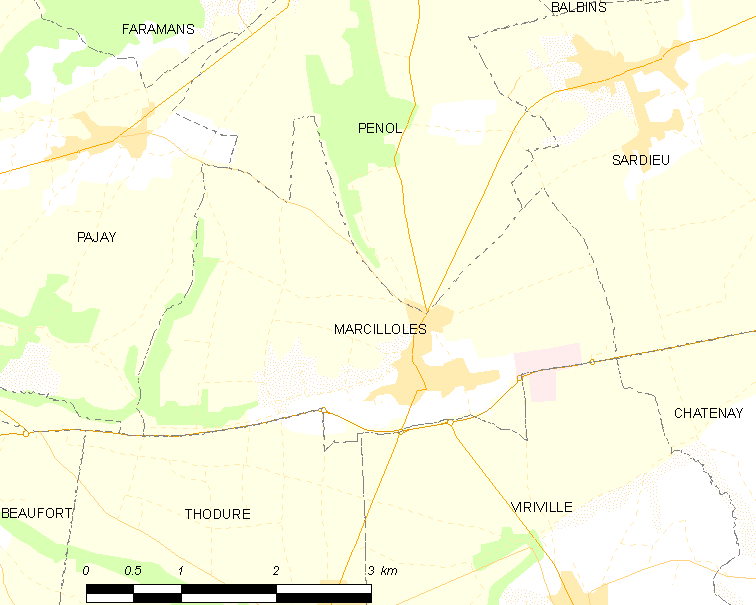
马尔西约勒的OSM定位图

## 行政
马尔西约勒的邮政编码为38260，INSEE市镇编码为38218。

## 政治
马尔西约勒所属的省级选区为比耶夫尔县。

## 交通
伊泽尔省省道D156线、D156A线、D157线和D519线在马尔西约勒交汇。

## 人口

1962-2008年间马尔西约勒人口变化图示

马尔西约勒于2022年1月1日时的人口数量为1186人。